# CS Sedan

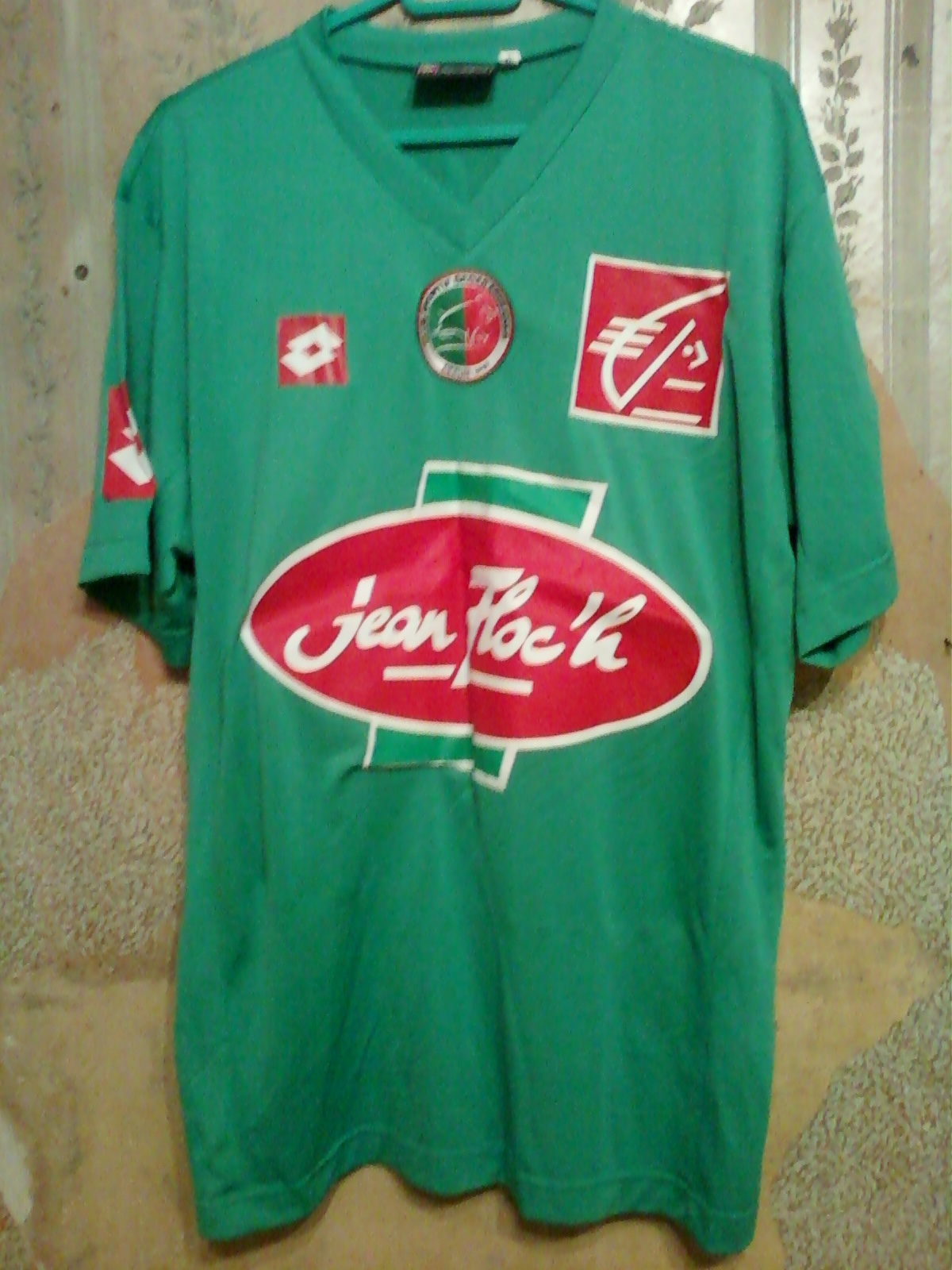
Domácí dres Sedanu ze sezony 2003/04.

CS Sedan (celým názvem Club Sportif Sedan Ardennes) je francouzský fotbalový klub z města Sedan. Klub byl založen v roce 1919 (letopočet založení je i v klubovém logu) a jeho domácím hřištěm je stadion Stade Louis Dugauguez s kapacitou 23 189 diváků. Klubové barvy jsou červená a zelená.

## Historie
Fotbalový klub v Sedanu byl založen roku 1919 pod názvem Union Athlétique Sedan-Torcy. Až do konce 2. světové války se musel vypořádávat s těžkou finanční situací. K vzestupu klubu pomohl trenér Louis Dugauguez (je po něm v současnosti pojmenován stadion), který tým převzal roku 1948. Se Sedanem dokázal dvakrát vyhrát francouzský fotbalový pohár (1956, 1961). Klub zároveň účinkoval v nejvyšší francouzské lize Ligue 1. Po odchodu Dugagueze v roce 1973 se klub v nejvyšší lize dlouho neudržel, vrátil se do ní až v roce 1999, kdy obsadil v Ligue 2 druhé (postupové) místo. Po čtyřech letech sice opět sestoupil, ale v sezoně 2005/06 si opět vybojoval druhé místo a tedy postup. Tentokrát však v Ligue 1 vydržel pouhou jednu sezónu, na jejímž konci obsadil s 35 body 19. místo znamenající sestup.

### Názvy
- Union Athlétique Sedan-Torcy - od vzniku v roce 1919 do roku 1966
- RC Paris-Sedan - po fúzi s Racing Paříž v roce 1966
- Clubs Sportifs Sedanais des Ardennes - v roce 1970
- CS Sedan Mouzon Ardennes - po fúzi s klubem Amical Club Mouzon v roce 1974
- Club Sportif Sedan Ardennes - ukončení fúze v roce 1976 a přijetí současného názvu

## Logo
Kruhové logo je rozděleno na dvě barevné pole, levé zelené a pravé červené. Přes obě pole je stylizovaná kresba divočáka. Po obvodu je bílý lem s černým textem, nahoře je název klubu Club Sportif Sedan Ardennes a dole Depuis 1919.

## Úspěchy
- 1× vítěz Ligue 2 (1955)[5]
- 2× vítěz francouzského fotbalového poháru (1956, 1961)[1]

## Soupiska
Aktuální k lednu 2014
| Číslo |         | Pozice | Hráč                |
| ----- | ------- | ------ | ------------------- |
|       | Francie | B      | Willy Maeyens       |
|       | Francie | B      | Corentin Maurice    |
|       | Francie | B      | Jérémie Jacquet     |
|       | Francie | O      | Damien Dufour       |
|       | Francie | O      | Clevid Dikamona     |
|       | Francie | O      | Alexandre Vardin    |
|       | Francie | O      | Clément Simothé     |
|       | Francie | O      | Baba Touré          |
|       | Francie | O      | Olivier Vasseur     |
|       | Francie | Z      | Özcan Akan          |
|       | Francie | Z      | Jean-Jacques Rocchi |

| Číslo |          | Pozice | Hráč              |
| ----- | -------- | ------ | ----------------- |
|       | Francie  | O      | Baptiste Anziani  |
|       | Francie  | Z      | Dylan Suray       |
|       | Francie  | Z      | Romain Canalès    |
|       | Francie  | Z      | Benjamin Leclerc  |
|       | Francie  | Z      | Jordy Njike       |
|       | Alžírsko | Z      | Houssem Chemali   |
|       | Francie  | Z      | Dimitri Lesueur   |
|       | Francie  | Ú      | David Fernandes   |
|       | Francie  | Ú      | Issa Gorry        |
|       | Francie  | Ú      | Nathan Regnault   |
|       | Francie  | Ú      | Sébastien Persico |

### Vyřazené číslo
- 29  David Di Tommaso (v CS Sedan v letech 2000–2004), posmrtné ocenění